# 5884 Dolezal
5884 Dolezal è un asteroide della fascia principale. Scoperto nel 1960, presenta un'orbita caratterizzata da un semiasse maggiore pari a 2,7692649 UA e da un'eccentricità di 0,1985201, inclinata di 7,22677° rispetto all'eclittica.